# Organo collegiale
Un organo collegiale, in diritto,  
indica quegli organi (ed estensivamente gli uffici) il cui titolare non è una sola persona fisica, ma una pluralità di soggetti che formano un collegio, ossia che concorrono all'attività dell'ufficio partecipando alla formazione di atti unitari (le deliberazioni) attribuiti al collegio come tale e non ai singoli componenti (i membri del collegio).
Tali organi possono avere denominazioni specifiche, come ad esempio consiglio, comitato, commissione, assemblea, giunta.

## Descrizione
Di taluni collegi possono essere membri anche persone giuridiche che, quindi, partecipano alla formazione delle deliberazioni tramite persone fisiche titolari dei loro organi. Vi sono anche collegi in cui i membri possono partecipare tramite rappresentanti.
Sebbene l'organo o ufficio collegiale operi inevitabilmente in modo meno agile rispetto a quello monocratico, che ha come titolare una sola persona, può essere utile istituire un collegio quando sussiste l'esigenza di decidere con l'apporto di differenti competenze professionali o esperienze oppure di comporre in sede di decisione interessi diversi, in potenziale o attuale conflitto tra loro: nel primo caso si avrà un collegio di ponderazione, nel secondo un collegio di composizione.

## Composizione e caratteristiche

### Collegi elettivi
Il ricorso al pluralismo è un principio dello Stato di diritto ovvero dei moderni stati democratici. Il Costituzionalismo moderno si incentra sulle assemblee rappresentative, che esercitano le massime funzioni pubbliche e che, elette dalla generalità della popolazione dell'ente territoriale di riferimento, operano sotto il profilo giuridico nella forma dei collegi.

### Collegi perfetti e imperfetti
I collegi si distinguono in perfetti (o reali) e imperfetti (o virtuali). Collegi perfetti sono quelli che possono deliberare solo con la presenza di tutti i membri (il cosiddetto plenum); i collegi di questo tipo (tipicamente collegi di ponderazione, quali i giudici collegiali ed altri collegi giudicanti) hanno solitamente ridotte dimensioni e spesso prevedono, a fianco dei membri effettivi, la presenza di membri supplenti che subentrano ai primi in caso di assenza o impedimento, in modo da assicurare la continuità di funzionamento dell'ufficio.
I collegi imperfetti (tipicamente collegi di composizione, quali gli organi politici, legislativi ed esecutivi) possono invece deliberare con la presenza di una parte soltanto dei membri, sempre che sia stato raggiunto il quorum strutturale (comunemente detto numero legale), ossia un determinato numero di membri, spesso fissato nella maggioranza dei componenti il collegio.

### Presidente e segretario
In ogni collegio vi è un presidente che di regola è anche membro del collegio. Compito del presidente è convocare le sedute, dirigerne lo svolgimento e proclamare il risultato delle votazioni. Non di rado a queste funzioni interne al collegio, il presidente (così come eventualmente altri membri del collegio) assomma funzioni esterne, riguardo alle quali agisce come titolare di un ufficio monocratico. In certi collegi il presidente è eletto dai membri, in altri è eletto o nominato dall'esterno.
Oltre al presidente in ogni collegio vi è un segretario il cui compito precipuo è la documentazione dell'attività del collegio attraverso la redazione del verbale di seduta. Il segretario non è necessariamente membro del collegio e quindi investito del diritto di voto; talvolta, però, pur non votando, ha funzioni consultive, esprimendo pareri sulle proposte di deliberazione.

## Funzionamento

### Convocazione e ordine del giorno
A differenza degli uffici monocratici, quelli collegiali possono funzionare solo in determinati periodi di tempo, le sedute, durante i quali i membri, regolarmente convocati, sono riuniti. La convocazione è l'atto, comunicato ai membri del collegio, con il quale il presidente stabilisce la data e il luogo della riunione, nonché il suo ordine del giorno, ossia l'elenco degli argomenti che saranno trattati e sui quali il collegio può validamente deliberare. Talvolta, a garanzia del regolare funzionamento del collegio, è previsto l'obbligo del presidente di convocarlo trascorso un certo lasso di tempo dall'ultima seduta oppure su richiesta di un membro, un certo numero di membri o un'autorità esterna di vigilanza.

### Svolgimento delle sedute
L'apertura e la chiusura della seduta è dichiarata dal presidente; tra questi due momenti il collegio può validamente deliberare. Il potere di proporre una deliberazione al collegio può essere variamente attribuito: al presidente, a ciascun membro o ad un certo numero di membri (nel qual caso la proposta è spesso denominata mozione), a soggetti esterni. Di solito la deliberazione è preceduta da una discussione, diretta dal presidente al fine di assicurarne l'ordinato svolgimento. Talvolta il collegio affida ad uno dei suoi membri (relatore) l'incarico di esaminare la proposta deliberazione e riferire agli altri. Nei collegi di maggiori dimensioni, quali le assemblee di tipo parlamentare, l'esame delle proposte e una prima discussione sulle stesse avvengono nell'ambito di collegi interni (solitamente denominati commissioni o sottocommissioni) nei quali l'ufficio si articola, che poi riferiscono al collegio nel suo complesso.

### Votazione
Al termine della discussione il presidente dichiara aperta la votazione, durante la quale i membri possono esprimere il loro voto (che, secondo i casi, può essere segreto o palese) sulla proposta di deliberazione o, secondo i casi, sulle proposte alternative. La deliberazione collegiale si perfeziona con la proclamazione del risultato della votazione da parte del presidente, a seguito dell'accertamento dell'esito del voto (operato, nei collegi di maggiori dimensioni, con l'ausilio di alcuni membri in qualità di scrutatori).
Sono valide le deliberazioni che ricevono un numero di voti favorevoli pari o superiore al quorum funzionale. Secondo i casi può essere richiesta:
- la maggioranza relativa, quando è sufficiente che i voti favorevoli superino quelli ricevuti da ciascun'altra proposta alternativa;
- la maggioranza semplice, quando è necessario che i voti favorevoli superino la metà dei votanti (se le alternative su cui si vota sono solo due, coincide con la maggioranza relativa);
- la maggioranza assoluta, quando è necessario che i voti favorevoli superino la metà degli aventi diritto al voto (se tutti i membri hanno votato, coincide con la maggioranza semplice);
- la maggioranza qualificata, quando è necessario che i voti favorevoli superino una frazione dei votanti o degli aventi diritto al voto maggiore della metà (ad esempio 3/5, 2/3, 3/4, 4/5).

### Altri metodi di decisione
Oltre alla votazione ora illustrata, esistono anche altri metodi di decisione, utilizzati in certi casi. Ad esempio, secondo un metodo tipicamente utilizzato quando si tratta di scegliere tra più candidati per un posto, più progetti per un'opera, più offerte per un contratto e simili, ciascun membro esprime la propria valutazione su ciascuna alternativa con un punteggio numerico (compreso tra zero e un massimo prestabilito); la valutazione complessiva del collegio è data dalla somma (o dalla media aritmetica) di punteggi così attribuiti e, in base a questo dato complessivo, le alternative sono ordinate a formare una graduatoria nella quale sono scelte la prima o le prime classificate. Ancor più sofisticato è il procedimento di analisi gerarchica (in inglese Analytic Hierarchy Process), previsto dal legislatore italiano (che lo denomina confronto a coppie) per la valutazione tecnico-qualitativa delle offerte nelle gare d'appalto.

### Atti conclusivi
Con la decisione finale il Collegio mette fine alla seduta di convocazione e viene solitamente redatto un atto amministrativo (la delibera) con la quale si mette in esecuzione o attuazione la decisione del collegio stesso.